# أنو بورويا
أنو بورويا (Άνω Πορόια) هي مدينة في سيرري في مقاطعة فوريا إلادا في اليونان.
يبلغ عدد سكانها حوالي 1441   نسمة.